# Блюграс
Блюгра́с (англ. bluegrass) — форма народної американської музики, корені якої засягають в ірландську, шотландську й англійську традиційну музику. Блюграс — химерна суміш музики іммігрантів із Британських островів, афроамериканців, а також джазу і блюзу. У блюграсі, як і в джазі, кожен музичний інструмент по черзі буває ведучим, а інші відходять на задній план, що й відрізняє блюграс від інших ранніх музичних стилів, де усі інструменти грають разом або один інструмент є ведучим упродовж усієї композиції, поки інші складають акомпанемент. Блюграс — акустичний стиль; електричні інструменти використовуються рідко.

## Інструментальний супровід

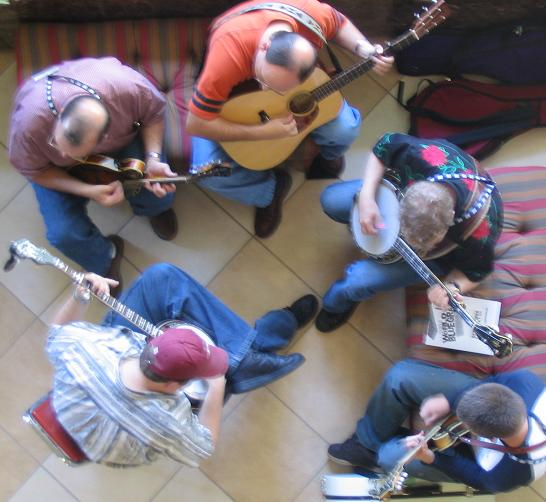
Блюграс — виконавці використовують різні струнні музичні інструменти для створення унікального звуку.

На відміну від традиційного кантрі, блюграс ґрунтується, головним чином, на акустичних струнних інструментах: скрипці, п'ятиструнному банджо, акустичною гітарі, мандоліні і контрабасі. Іноді до них приєднується гітара резонатора.
Між прихильниками блюграсу ведуться люті суперечки про те, котрі музичні інструменти слід використовувати в справжньому блюграс-ансамблі. Відколи стиль дістав свою назву від ансамблю Біла Монро «The Blue Grass Boys», багато хто вважає, що інструменти, які використалися в цій групі і є традиційними блюграс-інструментами, а саме: мандоліна (на якій грав сам Монро), скрипка, гітара, банджо і контрабас. Різні блюграс-колективи використовують також акордеон, губну гармоніку, фортепіано, ударні, електрогітару і т. п. — ці інструменти вважаються прогресивнішими і дещо змінюють традиційний блюграс.

## Історія створення

5-ти струнне банджо

Стиль блюграс виник після війни, в середині 1940-х років та як з іншими музичними стилями його винахід не приписується одній людині. Блюграс — суміш блюзу, регтайму, джазу й інших ранніх стилів. Проте, сліди виникнення блюграсу ведуть до одного ансамблю і нині Біла Монро звуть батьком-засновником стилю: стиль названо на ім'я його групи «The Blue Grass Boys», заснованої у 1939-му році. До них у 1945 приєднався Ерл Скрагс, який володів унікальною технікою гри на банджо, — це був ключовий момент в утворенні жанру. Виступаючи з 1945-го по 1948-й, група, в яку, окрім Монро і Скраггса, входили гітарист Лестер Флатт, скрипаль Чаббі Вайз і басист Говард Воттс, створила абсолютно унікальний звук та інструментальний стиль, який залишився зразком і понині.
Оскільки «The Blue Grass Boys» були єдиною групою, яка грала цього роду музику, їх власний унікальний стиль вважався окремим музичним стилем до того часу, поки інші групи не почали грати в подібному ключі. У 1947-му році, брати Стенлі записали традиційну пісню «Molly and Tenbrooks» в стилі «Blue Grass Boys» — і цей момент можна вважати точкою появи блюграсу як самостійного стилю.
Блюграс ніколи не був фолк-музикою в прямому розумінні слова. Проте, розповідні теми багатьох пісень дуже нагадували фолк — і насправді багато пісень в стилі блюграс є переробленими наново фолк-піснями. Упродовж своєї історії, блюграс грався професійними музикантами і, попри те, що аматори чинили великий вплив, тон музичному стилю задавали саме професіонали.

## Покоління блюграсу
З моменту його створення в середині 40-х до середини 60-х років, перше покоління блюграс-музикантів домінувало в жанрі. Це музиканти, які виступали протягом «золотого віку» в середині 50-х, включаючи Біла Монро зі своєю групою, та братів Стенлі, Лестера Флата й Ерла Скрагса зі своїм новим ансамблем «The Foggy Mountain Boys». Популярними були також Джиммі Мартін, Мак Вайзман, Ерл Тейлор, брати Осборн, групи «Reno and Smiley», «Lonesome Pine Fiddlers», «The Dixie Travellers», «Jim & Jesse» та ін.
Друге покоління блюграсу здобуло популярність вже в середині 60-х років. Попри те, що багато музикантів цього покоління грали, як правило, в юному віці, в блюграс-бендах і раніше, найяскравішими представниками цього покоління були: «The Dillards», Дж. Д. Кроу, Дойл Лоусон, Норман Блейк, Сем Буш, Дел Макоурі, Тоні Райс та ін. Це друге покоління принесло з собою, так званий, «прогресивний блюграс». Найвідомішими ансамблями цього напряму були «New Grass Revival», «Seldom Scene», «The Kentucky Colonels».
Третє покоління досягло розквіту в середині 80-х років і привнесло безліч значних змін до блюграсу. Рікі Скеггс, який починав як блюграс-музикант і перемкнувся на класичне кантрі в 80-х, повернувся в блюграс 1996 року і відтоді записав декілька альбомів і дал велика кількість концертів зі своїм ансамблем «Kentucky Thunder». Услід за цим він організував власну звукозаписну компанію «The Skaggs Family Records» і є одним з найвідоміших музикантів цього стилю. Такі зірки кантрі як Доллі Партон і Петті Лавлесс також записали декілька блюграс-альбомів, посиливши, таким чином, вплив блюграсу в сучасній музиці. Одними з найпопулярніших виконавців блюграсу сьогодні вважаються Елісон Краусс, Ронда Вінсент, Дойл Лоусон, «Blue Highway» та ін.